# فاخر للغاية
فاخر للغاية هو فيلم هندي باللغة التاميلية من بطولة فيجاي سيثيباثي وسامانثا أكينيني.تم عرض الفيلم في 29 مارس 2019.

## روابط خارجية
فاخر للغاية على موقع IMDb (الإنجليزية)
- فاخر للغاية على موقع ميتاكريتيك (الإنجليزية)
- فاخر للغاية على موقع روتن توميتوز (الإنجليزية)
- فاخر للغاية على موقع نتفليكس (الإنجليزية)
- فاخر للغاية على موقع قاعدة بيانات الفيلم (الإنجليزية)
- فاخر للغاية على موقع ليتربوكسد (الإنجليزية)
- فاخر للغاية على موقع كينوبويسك (الروسية)